# Yago Alonso-Fueyo
Yago Yao Alonso-Fueyo Sako, noto semplicemente come Yago (Abidjan, 19 agosto 1979), è un ex calciatore spagnolo naturalizzato equatoguineano, di ruolo difensore.